# Mayte Carrasco
Mayte Carrasco (Terrassa, 10 d'octubre de 1974), és reportera freelance, analista i professora. El 2011 va ser premiada com a millor corresponsal a l'estranger pel Club Internacional de Premsa (CIP). També ha estat finalista del Premi de corresponsals de guerra Cirilo Rodríguez 2012 i menció especial Mare Terra del Premi Ones de la Fundació Mediterrani per la seva trajectòria professional. Va treballar com a corresponsal a França i Rússia i des de fa uns anys cobreix conflictes armats i col·labora amb mitjans nacionals i internacionals com iTELE-Canal Plus (França), El País, Público, La Nación, DPA, Die Welt, Cadena SER, Yo Dona, Informativos Telecinco, Foreign Policy, edició en espanyol, La Nación i Opendemocracy, entre d'altres. Produeix, grava i edita el seu propi treball.
Darrerament ha cobert les revolucions àrabs: un mes i mig, entre juliol i agost, a les províncies d'Homs i Damasc (Síria); un mes a Homs durant l'ofensiva del mes de febrer de Baba Amro; la guerra a Líbia des de Trípoli (el règim i l'enderrocament de Gaddafi el mes d'agost); la zona rebel de l'est i el drama dels refugiats a la frontera de Ras Ajdir (Tunísia-Líbia); la revolució a Egipte (El Caire). Ha treballat en altres conflictes com la guerra bruta del Caucas Nord (Txetxènia i Ingúixia); els segrestos i el terrorisme d'al-Qaida al desert del Sahel (nord de Mali); la guerra del 2008 entre Rússia i Geòrgia, i el conflicte de l'Afganistan 2009-2010, país al qual viatja amb freqüència. Anteriorment, va treballar durant anys com a corresponsal a París i Moscou per a Cuatro, Punto Radio i Informativos Telecinco, cobrint a fons l'actualitat d'ambdós països, i a la cadena multilingüe Euronews el 2004.